# Día Internacional de la Diversidad Biológica
El Día Internacional de la Diversidad Biológica es una jornada que se celebra anualmente el 22 de mayo desde 2002, establecida por las Naciones Unidas el 8 de diciembre de 2000.

## Proclamación
El Día internacional de la Diversidad Biológica fue proclamado por las Naciones Unidas el 20 de diciembre de 2000, con el objetivo de aumentar la concienciación y el entendimiento sobre la importancia de la biodiversidad. 

## Celebración
La fecha se cambió al 22 de mayo para alinearla con la adopción del texto del Convenio establecido el 22 de mayo de 1992, evitando así que las celebraciónes coincidan con el período de festividades de fin de año.
La Secretaría del Convenio sobre la Diversidad Biológica promueve cada año un tema específico para enfocar la atención mundial en aspectos cruciales de la biodiversidad. Este esfuerzo se complementa con la distribución de materiales y la promoción de actividades de conservación y educación a nivel global.

## Acción y educación por la biodiversidad
La biodiversidad es esencial para la humanidad, suministrando recursos básicos como alimentos y medicinas, y es crucial para la regulación del clima y la prevención de enfermedades. En respuesta a su rápida pérdida, el Marco Mundial Kunming-Montreal, adoptado en 2022, establece metas claras para revertir esta tendencia hacia el 2050. Este enfoque global destaca la importancia de la educación y la concienciación para cambiar la interacción humana con los ecosistemas.
Organizaciones como la UNESCO colaboran en la promoción de la comprensión y el uso sostenible de la biodiversidad mediante programas educativos que abordan los desafíos ambientales como el cambio climático y la urbanización. Según el Informe de la IPBES de 2019, es urgente actuar ante la pérdida de biodiversidad impulsada por actividades humanas. Mediante educación y cooperación internacional, se fomenta un cambio hacia prácticas que aseguren la preservación de la diversidad biológica para el futuro.

## Temas
- 2002: Diversidad biológica de los bosques[9][10]
- 2003: Diversidad biológica y mitigación de la pobreza - Desafíos para el desarrollo sostenible[9][11]
- 2004: Diversidad biológica: Alimentos, agua y salud para todos[9][12]
- 2005: Diversidad biológica: Seguro de vida para nuestro mundo cambiante[9][13]
- 2006: Protección de la diversidad biológica en zonas áridas[9][14]
- 2007: Diversidad biológica y cambio climático[9][15]
- 2008: Diversidad biológica y agricultura[9][16]
- 2009: Especies exóticas invasoras[9][17]
- 2010: Diversidad biológica, desarrollo y mitigación de la pobreza[9][18]
- 2011: Diversidad biológica de los bosques[9][19]
- 2012: Diversidad biológica marina[9][20]
- 2013: Agua y diversidad biológica[21]
- 2014: Diversidad biológica de las islas[22]
- 2015: Biodiversity for Sustainable Development, ('Biodiversidad para un desarrollo sostenible')
- 2016: Incorporación de la diversidad biológica. Apoyar a la gente y a sus medios de subsistencia[23]
- 2017: Incorporación de la diversidad biológica. Apoyar a la gente y a sus medios de subsistencia[23]
- 2018: Celebración de los 25 años de acción para la diversidad biológica[24]
- 2019: Nuestra biodiversidad, nuestra alimentación, nuestra salud[25]
- 2020: Our solutions are in nature, ('Nuestras soluciones están en la naturaleza')[26]
- 2021: We’re part of the solution, ('Somos parte de la solución')[27]
- 2022: Building a shared future for all life, ('Construyendo un futuro compartido para toda la vida')[28]
- 2023: From Agreement to Action: Build Back Biodiversity, ('Del acuerdo a la acción: Reconstruir la biodiversidad')[29]
- 2024: Be part of the Plan, ('Sé parte del plan')[30]
- 2025: Armonía con la naturaleza y desarrollo sostenible[31]